# Аяччо (округ)
Ая́ччо (фр. Ajaccio) — округ (фр. Arrondissement) во Франции, один из округов в регионе Корсика. Департамент округа — Южная Корсика. Супрефектура — Аяччо.
Население округа на 2006 год составляло 100 997 человек. Плотность населения составляет 46 чел./км². Площадь округа составляет всего 2195 км².